# Romanian Open 1999 - Qualificazioni singolare
Le qualificazioni del singolare  del Romanian Open 1999 sono state un torneo di tennis preliminare per accedere alla fase finale della manifestazione. I vincitori dell'ultimo turno sono entrati di diritto nel tabellone principale. In caso di ritiro di uno o più giocatori aventi diritto a questi sono subentrati i lucky loser, ossia i giocatori che hanno perso nell'ultimo turno ma che avevano una classifica più alta rispetto agli altri partecipanti che avevano comunque perso nel turno finale.
Le qualificazioni del torneo Romanian Open 1999 prevedevano 32 partecipanti di cui 4 sono entrati nel tabellone principale.

## Teste di serie
1. Hernán Gumy (secondo turno)
2. Orlin Stanojčev (secondo turno)
3. Tomáš Zíb (secondo turno)
4. Michal Tabara (secondo turno)

1. Álex López Morón (ultimo turno)
2. Markus Hantschk (primo turno)
3. Oliver Gross (secondo turno)
4. Emilio Benfele Álvarez (Qualificato)

## Qualificati
1. Emilio Benfele Álvarez
2. Jean-René Lisnard

1. David Miketa
2. Thomas Schiessling

## Tabellone

### Legenda
| - Q = Qualificato - WC = Wild card - LL = Lucky loser | - ALT = Alternate - SE = Special Exempt - PR = Protected Ranking | - w/o = Walkover - r = Ritirato - d = Squalificato |

### Sezione 1
|  | Primo turno                | Primo turno                | Primo turno                | Primo turno | Primo turno |  |  | Secondo turno | Secondo turno              | Secondo turno              | Secondo turno          | Secondo turno          |   |   | Ultimo turno | Ultimo turno               | Ultimo turno               | Ultimo turno | Ultimo turno |  |
|  |                            |                            |                            |             |             |  |  |               |                            |                            |                        |                        |   |   |              |                            |                            |              |              |  |
|  | 1                          | Hernán Gumy                | Hernán Gumy                | 7           | 6           |  |  |               |                            |                            |                        |                        |   |   |              |                            |                            |              |              |  |
|  |                            | Ionuț Moldovan             | Ionuț Moldovan             | 5           | 2           |  |  | 1             | Hernán Gumy                | Hernán Gumy                | 3                      | 4                      |   |   |              |                            |                            |              |              |  |
|  | Salvador Navarro-Gutierrez | Salvador Navarro-Gutierrez | Salvador Navarro-Gutierrez | 6           | 6           |  |  |               | Salvador Navarro-Gutierrez | Salvador Navarro-Gutierrez | 6                      | 6                      |   |   |              |                            |                            |              |              |  |
|  | Francisco Costa            | Francisco Costa            | Francisco Costa            | 4           | 2           |  |  |               |                            |                            |                        |                        |   |   |              | Salvador Navarro-Gutierrez | Salvador Navarro-Gutierrez | 5            | 1            |  |
|  | Dušan Vemić                | Dušan Vemić                | 6                          | 2           | 7           |  |  |               |                            | 8                          | Emilio Benfele Álvarez | Emilio Benfele Álvarez | 7 | 6 |              |                            |                            |              |              |  |
|  | Ota Fukárek                | Ota Fukárek                | 3                          | 6           | 5           |  |  |               | Dušan Vemić                | 6                          | 6                      | 3                      |   |   |              |                            |                            |              |              |  |
|  | 8                          | Emilio Benfele Álvarez     | Emilio Benfele Álvarez     | 6           | 6           |  |  | 8             | Emilio Benfele Álvarez     | 7                          | 4                      | 6                      |   |   |              |                            |                            |              |              |  |
|  |                            | Catalin-Ionut Gard         | Catalin-Ionut Gard         | 1           | 3           |  |  |               |                            |                            |                        |                        |   |   |              |                            |                            |              |              |  |

### Sezione 2
|  | Primo turno       | Primo turno        | Primo turno        | Primo turno | Primo turno |  |  | Secondo turno | Secondo turno     | Secondo turno     | Secondo turno     | Secondo turno     |   |   | Ultimo turno      | Ultimo turno      | Ultimo turno      | Ultimo turno | Ultimo turno |  |
|  |                   |                    |                    |             |             |  |  |               |                   |                   |                   |                   |   |   |                   |                   |                   |              |              |  |
|  | 2                 | Orlin Stanojčev    | Orlin Stanojčev    | 7           | 6           |  |  |               |                   |                   |                   |                   |   |   |                   |                   |                   |              |              |  |
|  |                   | Jan Frode Andersen | Jan Frode Andersen | 6           | 4           |  |  | 2             | Orlin Stanojčev   | Orlin Stanojčev   | 4                 | 2                 |   |   |                   |                   |                   |              |              |  |
|  | Vasilīs Mazarakīs | Vasilīs Mazarakīs  | Vasilīs Mazarakīs  | 6           | 6           |  |  |               | Vasilīs Mazarakīs | Vasilīs Mazarakīs | 6                 | 6                 |   |   |                   |                   |                   |              |              |  |
|  | Alexander Shvets  | Alexander Shvets   | Alexander Shvets   | 4           | 2           |  |  |               |                   |                   |                   |                   |   |   | Vasilīs Mazarakīs | Vasilīs Mazarakīs | Vasilīs Mazarakīs | 4            | 2            |  |
|  | Jean-René Lisnard | Jean-René Lisnard  | Jean-René Lisnard  | 6           | 7           |  |  |               |                   | Jean-René Lisnard | Jean-René Lisnard | Jean-René Lisnard | 6 | 6 |                   |                   |                   |              |              |  |
|  | Ivan Vajda        | Ivan Vajda         | Ivan Vajda         | 2           | 6           |  |  |               | Jean-René Lisnard | 6                 | 4                 | 6                 |   |   |                   |                   |                   |              |              |  |
|  | 7                 | Oliver Gross       | Oliver Gross       | 6           | 6           |  |  | 7             | Oliver Gross      | 2                 | 6                 | 1                 |   |   |                   |                   |                   |              |              |  |
|  |                   | Nicklas Timfjord   | Nicklas Timfjord   | 1           | 2           |  |  |               |                   |                   |                   |                   |   |   |                   |                   |                   |              |              |  |

### Sezione 3
|  | Primo turno         | Primo turno         | Primo turno    | Primo turno | Primo turno |  |  | Secondo turno | Secondo turno    | Secondo turno    | Secondo turno    | Secondo turno |   |   | Ultimo turno | Ultimo turno | Ultimo turno | Ultimo turno | Ultimo turno |  |
|  |                     |                     |                |             |             |  |  |               |                  |                  |                  |               |   |   |              |              |              |              |              |  |
|  | 3                   | Tomáš Zíb           | Tomáš Zíb      | 6           | 6           |  |  |               |                  |                  |                  |               |   |   |              |              |              |              |              |  |
|  |                     | Răzvan Sabău        | Răzvan Sabău   | 3           | 1           |  |  | 3             | Tomáš Zíb        | Tomáš Zíb        | 4                | 2             |   |   |              |              |              |              |              |  |
|  | David Miketa        | David Miketa        | 6              | 6           | 6           |  |  |               | David Miketa     | David Miketa     | 6                | 6             |   |   |              |              |              |              |              |  |
|  | Oscar Serrano-Gamez | Oscar Serrano-Gamez | 3              | 7           | 4           |  |  |               |                  |                  |                  |               |   |   |              | David Miketa | 6            | 6            | 7            |  |
|  | Victor Hănescu      | Victor Hănescu      | Victor Hănescu | 6           | 6           |  |  |               |                  | 5                | Álex López Morón | 7             | 0 | 5 |              |              |              |              |              |  |
|  | Victor Ioniță       | Victor Ioniță       | Victor Ioniță  | 3           | 1           |  |  |               | Victor Hănescu   | Victor Hănescu   | 1                | 1             |   |   |              |              |              |              |              |  |
|  | 5                   | Álex López Morón    | 6              | 6           | 7           |  |  | 5             | Álex López Morón | Álex López Morón | 6                | 6             |   |   |              |              |              |              |              |  |
|  |                     | Mariano Hood        | 7              | 1           | 6           |  |  |               |                  |                  |                  |               |   |   |              |              |              |              |              |  |

### Sezione 4
|  | Primo turno        | Primo turno        | Primo turno        | Primo turno | Primo turno |  |  | Secondo turno  | Secondo turno      | Secondo turno      | Secondo turno  | Secondo turno |   |   | Ultimo turno       | Ultimo turno       | Ultimo turno | Ultimo turno | Ultimo turno |  |
|  |                    |                    |                    |             |             |  |  |                |                    |                    |                |               |   |   |                    |                    |              |              |              |  |
|  | 4                  | Michal Tabara      | Michal Tabara      | 6           | 6           |  |  |                |                    |                    |                |               |   |   |                    |                    |              |              |              |  |
|  |                    | Martin Spottl      | Martin Spottl      | 2           | 3           |  |  | 4              | Michal Tabara      | Michal Tabara      | 5              | 2             |   |   |                    |                    |              |              |              |  |
|  | Thomas Schiessling | Thomas Schiessling | Thomas Schiessling | 6           | 6           |  |  |                | Thomas Schiessling | Thomas Schiessling | 7              | 6             |   |   |                    |                    |              |              |              |  |
|  | Jiří Vaněk         | Jiří Vaněk         | Jiří Vaněk         | 2           | 1           |  |  |                |                    |                    |                |               |   |   | Thomas Schiessling | Thomas Schiessling | 5            | 6            | 6            |  |
|  | Eduardo Medica     | Eduardo Medica     | Eduardo Medica     | 6           | 7           |  |  |                |                    | Nenad Zimonjić     | Nenad Zimonjić | 7             | 2 | 2 |                    |                    |              |              |              |  |
|  | George Cosac       | George Cosac       | George Cosac       | 2           | 5           |  |  | Eduardo Medica | Eduardo Medica     | Eduardo Medica     | 5              | 4             |   |   |                    |                    |              |              |              |  |
|  |                    | Nenad Zimonjić     | 5                  | 6           | 7           |  |  | Nenad Zimonjić | Nenad Zimonjić     | Nenad Zimonjić     | 7              | 6             |   |   |                    |                    |              |              |              |  |
|  | 6                  | Markus Hantschk    | 7                  | 3           | 5           |  |  |                |                    |                    |                |               |   |   |                    |                    |              |              |              |  |